# Helen Richardson
Helen Richardson (Hitchin, 23 de septiembre de 1981) es una exjugadora británica de hockey sobre césped.

## Trayectoria
Richardson tuvo su debut olímpico, a sus 18, en Sidney 2000. En 2012 obtuvo la medalla de bronce, al vencer a Nueva Zelanda, en el partido por el tercer puesto de Londres 2012. En Río 2016 derrotó a Países Bajos y ganó la medalla de oro para la selección británica, por primera vez en su historia.